# The Woman in 47
The Woman in 47 er en amerikansk stumfilm fra 1916 af George Irving.

## Medvirkende
- Alice Brady som Viola Donizetti.
- William Raymond som Tony.
- John Warwick som Tonys fetter.
- George D. Melville som Pasquale Donizetti.
- Eric Blind som Mr. Collingswood.